# Perisama guérini
Perisama guérini är en fjärilsart som beskrevs av Felder 1867. Perisama guérini ingår i släktet Perisama och familjen praktfjärilar. Inga underarter finns listade i Catalogue of Life.